# برتراند (ویرجینیا)
برتراند (به انگلیسی: Bertrand) یک منطقهٔ مسکونی در ایالات متحده آمریکا است که در شهرستان لنکستر، ویرجینیا واقع شده‌است.